# フリューグシステーム 2020
フリューグシステーム 2020（スウェーデン語: Flygsystem 2020、FS 2020）はスウェーデン空軍で進行中の2020年にステルス機を開発する計画である。計画に関する公開された情報は少なく、近年の国防予算の歳出削減で実現しないかもしれない。現在開発段階に関する公式な説明はないものの、小型無人航空機による試作機の飛行動画とされるものがある。2012年、スウェーデン空軍の"Lars Helmrich"中佐が2020年までに新型ジェット戦闘機を開発するかすべてのJAS 39多目的戦闘機をE/F型にアップグレードするかリクスダーゲンの議員に検討を打診した。
サーブ/リンシェーピング大学次世代戦闘機計画 は、サーブと同大学との技術連携である。

## トルコ航空宇宙産業との協力
2013年3月13日にトルコのアブドゥラー・ギュル大統領がスウェーデンを訪問時にトルコ エアロスペース インダストリーズ （TAI）はスウェーデンのサーブとトルコのTFX計画への協力に調印した。 
新暁新聞の報道に寄れば、トルコは統合打撃戦闘機計画にも参加しているため、アメリカはF-35調達の停止を材料として、フリューグシステーム 2020への関与を断念させる圧力をかけているとされる。